# Eulioptera breviata
Eulioptera breviata är en insektsart som beskrevs av David R. Ragge 1956. Eulioptera breviata ingår i släktet Eulioptera och familjen vårtbitare. Inga underarter finns listade i Catalogue of Life.